# Eleccions comunals andorranes de 1983
Les eleccions comunals andorranes de 1983 es van celebrar el 12 de desembre per escollir els consellers comunals de les Parròquies d'Andorra. Després de les eleccions, els consellers comunals van escollir els cònsols majors i menors de cada Comú. Per primer cop des de 1867, les eleccions comunals no coincidien amb les eleccions al Consell General. També era el primer cop que els consells comunals es renovaven totalment, i des d'aquest cop en endavant es renovarien completament cada quatre anys (en contraposició del que s'havia fet fins al 1979: renovar la meitat dels consells cada dos anys).

## Sistema electoral
L'any 1982 es va fer un referèndum per canviar els sistema electoral. Finalment, cap opció va obtenir la majoria absoluta i es va mantenir el sistema electoral tradicional.
Totes les persones majors de 21 anys amb nacionalitat andorrana tenien dret a vot i presentar-se com a candidats. En aquestes eleccions es renovava la totalitat dels membres del consell comunal. Els partits polítics no es van legalitzar fins l'aprovació de la Constitució de 1993, però els candidats s'agrupaven sota sigles anomenades "grups polítics". Tot i això, la premsa classificava les agrupacions i els candidats segons la seva postura entorn a la situació prèvia a l'elecció: oficialistes o continuistes (si eren favorables al govern sortint) o opositors.
El sistema d'elecció de consellers es feia mitjançant escrutini majoritari plurinominal a dues voltes: els electors podien votar a tants candidats com escons estiguessin en joc. Tots aquells candidats que obtinguessin més del 50% dels vots, eren escollits. Aquells que no aconseguissin, si es que encara quedaven escons per assignar, podien tornar-ho a provar en una segona volta, sense necessitar majoria absoluta.

## Candidats
A Canillo i Sant Julià de Lòria només s'hi van presentar una llista. A la Massana, el cap de llista de les dues candidatures era la mateixa persona.
Candidats per parròquia. Només s'hi llisten els candidats a cònsols majors i menors:
- Canillo
  - Oficialista: Xavier Jordana, Joan Puigfernal
  - Oposició: Miquel Naudi, Daniel Mateu
- Encamp
  - Enric Pujal, Josep Dalleres
- Ordino
  - Oficialista: Joan Solana, Pere Babi
  - Oposició: Julià Vila, Pere Riba
- La Massana
  - Bonaventura Mora, Candi Naudi
  - Bonaventura Mora, Jordi Font
- Andorra la Vella
  - Oficialista: Manuel Pons, Antoni Cerqueda
  - Oposició: Jordi Farràs, Jaume Bartumeu
- Sant Julià de Lòria
  - Josep Maria Felipó, Alfredo Figueredo
- Escaldes-Engordany
  - Oficialista: Joan Nadal, Serafí Miró
  - Oposició: José María Beal, Miquel Aleix

## Resultats
La participació va ser del 77,7%, un 14,5% més alta que en les eleccions anteriors. La participació a les parròquies on només hi concorria una sola llista va ser més baixa: 59% a Encamp i 66% a Sant Julià de Lòria. Tots els candidats van ser escollits a la primera volta, de manera que no va caldre realitzar una segona volta enlloc.
Resultats per parròquia:
| Parròquia           | Candidatura guanyadora     |
| ------------------- | -------------------------- |
| Canillo             | Sense control              |
| Encamp              | Enric Pujal (oficialista)  |
| Ordino              | Joan Solana                |
| La Massana          | Sense control              |
| Andorra la Vella    | Manuel Pons (oficialista)  |
| Sant Julià de Lòria | Josep Maria Felipó         |
| Escaldes-Engordany  | José María Beal (oposició) |